# Profesor John Cummings
Profesor John Cummings (1828-después de 1913), gaitero irlandés.
Hijo de Patrick Cummins (fl. 1820), Cummings creció cerca de Athenry, donde su familia había tocado y enseñado música durante generaciones. El nombre de la familia fue originalmente Cummins, pero la ortografía fue cambiada a Cummings en vida. Se le otorgó el título honorífico de Profesor a la luz de la estima que la gente tenía por sus habilidades musicales.
Cummings trabajó en Inglaterra desde 1850 hasta 1892, en Liverpool, donde trabajó en la construcción y se hizo amigo del gaitero Michael Egan, y en Londres, "donde tuvo mucho que ver con el manejo y cuidado de los caballos". 
En 1892 se fue de Inglaterra a San Francisco, donde vivió con su hija, la Sra. Hogan. Sólo en 1912, como resultado del avivamiento gaélico, llegó a una amplia audiencia; antes actuaba en privado. Fue considerado, a pesar de su edad, igual a Patsy Touhey y Barney Delaney